# Frode Andresen
Frode Andresen (ur. 9 września 1973 w Rotterdamie) – norweski biathlonista i biegacz narciarski, trzykrotny medalista olimpijski i wielokrotny medalista mistrzostw świata.

## Kariera
Pierwszy sukces osiągnął w 1993 roku, zdobywając złoty medal w biegu drużynowym podczas mistrzostw świata juniorów w Ruhpolding. Wkrótce zadebiutował w Pucharze Świata, zajmując 6 marca 1993 roku w Lillehammer 80. miejsce w sprincie. Pierwsze punkty wywalczył 11 grudnia 1993 roku w Bad Gastein, zajmując 16. miejsce w tej samej konkurencji. Na podium zawodów tego cyklu po raz pierwszy stanął 7 grudnia 1996 roku w Östersund, kończąc rywalizację w sprincie na drugiej pozycji. Rozdzielił tam Wadima Saszurina z Białorusi i swego rodaka, Ole Einara Bjørndalena. W kolejnych startach jeszcze 46 razy stawał na podium, odnosząc przy tym piętnaście zwycięstw. Jedenaście razy triumfował w sprincie: 10 stycznia 1998 roku w Ruhpolding, 8 i 17 grudnia 1999 roku w Pokljuce, 11 lutego 2000 roku w Östersund, 19 lutego 2000 roku w Oslo, 7 marca 2001 roku w Lake Placid, 16 marca 2001 roku w Oslo, 5 grudnia 2002 roku w Östersund, 10 grudnia 2005 roku w Hochfilzen, 14 stycznia 2006 roku w Ruhpolding i 19 stycznia 2006 roku w Anterselvie, a cztery razy był najlepszy w biegu pościgowym: 6 marca 1999 roku w Valcartier, 10 grudnia 1999 roku w Pokljuce, 13 lutego 2000 roku w Östersund i 17 marca 2001 roku w Oslo. Ostatnie podium w zawodach tego cyklu wywalczył 14 lutego 2006 roku w Turynie, zajmując drugie miejsce w sprincie. Najlepsze wyniki osiągał w sezonie 2000/2001, kiedy zajął trzecie miejsce w klasyfikacji generalnej, za Francuzem Raphaëlem Poirée i Ole Einarem Bjørndalenem. W tym samym sezonie zajął też trzecie miejsce w klasyfikacjach sprintu i biegu pościgowego. Ponadto w sezonach 1999/2000, 2001/2002 i 2002/2003 był drugi w klasyfikacji sprintu.
W 1995 roku wystartował na mistrzostwach świata w Anterselvie, gdzie razem z Dagiem Bjørndalenem, Halvardem Hanevoldem i Jonem Åge Tyldumem zdobył złoty medal w biegu drużynowym. Zajął tam też dziesiąte miejsce w sprincie i piąte w sztafecie. Kolejny sukces osiągnął podczas igrzysk olimpijskich w Nagano w 1998 roku, gdzie wywalczył srebrny medal w sprincie. Uplasował się tam za Ole Einarem Bjørndalenem a przed Ville Räikkönenem z Finlandii. W biegu indywidualnym był dziewiętnasty, a w sztafecie nie wziął udziału z powodu konfliktu wewnątrz ekipy norweskiej (Norwegowie sięgnęli po tytuł wicemistrzów olimpijskich).
Podczas mistrzostw świata w Oslo/Kontiolahti w 1999 roku dwukrotnie stanął na podium. Najpierw był trzeci w sprincie, przegrywając tylko z Niemcem Frankiem Luckiem i Włochem Patrickiem Favre. Parę dni później wraz z kolegami z reprezentacji trzecie miejsce zajął także w sztafecie. Na rozgrywanych rok później mistrzostwach świata w Oslo osiągnął swój największy indywidualny sukces, wygrywając rywalizację w sprincie, wyprzedając Rosjanina Pawła Rostowcewa i Włocha René Cattarinussiego. Mistrzostwo to zdobył w kontrowersyjnych okolicznościach; biegł z naładowanym magazynkiem, czym naruszył przepisy bezpieczeństwa, ale mimo protestów ekip rywali jury nie pozbawiło go medalu. Andresen oświadczył, że zwróci medal, jednak prezydent IBU stwierdził, że nie ma przepisów, które nakazywałyby odebrać mu medal. Został natomiast zdyskwalifikowany w biegu ze startu wspólnego. Na tej samej imprezie był też drugi w sztafecie.
Tytułu mistrza nie obronił na mistrzostwach świata w Pokljuce w 2001 roku, zajmując ósme miejsce. Był też szósty w biegu pościgowym i szesnasty w biegu masowym. Ponadto wziął udział w sztafecie, w której drugie strzelanie zakończył z dwoma pudłami. Norwegowie zajęli ostatecznie trzecie miejsce, tracąc do drugich Białorusinów 1,1 sekundy. Medal w sztafecie, tym razem złoty, zdobył także na igrzyskach olimpijskich w Salt Lake City w 2002 roku. Norwegowie w składzie: Halvard Hanevold, Frode Andresen, Egil Gjelland i Ole Einar Bjørndalen o 45,3 s wyprzedzili Niemców, a o 54,3 s Francuzów. W startach indywidualnych Andresen był ósmy w biegu indywidualnym, ósmy w sprincie i czternasty w biegu pościgowym. W tym samym roku wywalczył brązowy medal w biegu masowym na mistrzostwach świata w Oslo, plasując się za Raphaëlem Poirée i Niemcem Svenem Fischerem.
Brał też udział w igrzyskach olimpijskich w Turynie w 2006 roku, gdzie zdobył brązowy medal w sprincie. Tym razem wyprzedzili go Sven Fischer i Halvard Hanevold. W biegu pościgowym nie utrzymał miejsca na podium i ostatecznie zajął szóstą pozycję, tracąc do podium ponad 40 sekund. Zajął tam też piętnaste miejsce w biegu indywidualnym, dziewiętnaste w starcie masowym oraz piąte w sztafecie. Ostatnie medale zdobył podczas mistrzostw świata w Anterselvie rok później. Razem z Hanevoldem, Larsem Bergerem i Ole Einarem Bjørndalenem był drugi w sztafecie, a wspólnie z Torą Berger, Jori Mørkve i Emilem Hegle Svendsenem wywalczył brązowy medal w sztafecie mieszanej. Ponadto zajął szóste miejsce w starcie masowym i czwarte w biegu indywidualnym, przegrywając walkę o podium z Czechem Michalem Šlesingrem o 1,9 sekundy.
Sporadycznie występował również w Pucharze Świata w biegach narciarskich, debiutując 28 listopada 1998 roku w Muonio, gdzie zajął 40. miejsce w biegu na 10 km stylem dowolnym. Pierwsze punkty zdobył 12 stycznia 1999 roku w Novym Měscie, zajmując 30. miejsce na dystansie 30 km stylem dowolnym. Nigdy nie stanął na podium indywidualnych zawodów tego cyklu, jego najwyższe miejsce w zawodach tej rangi to ósma pozycja w biegu na 50 km techniką dowolną 8 marca 2008 roku w Oslo. W startach drużynowych najlepszym wynikiem było trzecie miejsce 23 listopada 2003 roku w Beitostølen, gdzie wystąpił razem z Frode Estilem, Tore Bjonvikenem i Ole Einarem Bjørndalenem. W klasyfikacji generalnej zajął między innymi 83. miejsce w sezonie 2000/2001. W 2009 roku został mistrzem kraju na dystansie 50 km stylem dowolnym.
Za swoje osiągnięcia sportowe w biathlonie i biegach narciarskich został wyróżniony nagrodą Egebergs Ærespris w 2009 roku.
Pozostaje w nieformalnym związku z biathlonistką Gunn Margit Andreassen; z którą doczekał się trzech synów: Davida (ur. 2004), Nicolaia (ur. 2008) i Eliasa (ur. 2010). W styczniu 2018 roku najstarszy syn zmarł w wyniku ataku padaczki.

## Osiągnięcia w biathlonie

### Igrzyska olimpijskie
| Rok  | Miejscowość    | Konkurencje | Konkurencje | Konkurencje | Konkurencje | Konkurencje | Konkurencje | Konkurencje |
| Rok  | Miejscowość    | IN          | SP          | PU          | MS          | RL          | MR          | SR          |
| ---- | -------------- | ----------- | ----------- | ----------- | ----------- | ----------- | ----------- | ----------- |
| 1998 | Nagano         | 19.         | 2.          | nd.         | nd.         | –           | nd.         | –           |
| 2002 | Salt Lake City | 7.          | 8.          | 14.         | nd.         | 1.          | nd.         | –           |
| 2006 | Turyn          | 15.         | 3.          | 6.          | 19.         | 5.          | nd.         | –           |

### Mistrzostwa świata
| Rok  | Miejscowość      | Konkurencje | Konkurencje | Konkurencje | Konkurencje | Konkurencje | Konkurencje | Konkurencje |
| Rok  | Miejscowość      | IN          | SP          | PU          | MS          | RL          | MR          | SR          |
| ---- | ---------------- | ----------- | ----------- | ----------- | ----------- | ----------- | ----------- | ----------- |
| 1995 | Anterselva       | –           | 10.         | nd.         | nd.         | 5.          | nd.         | –           |
| 1996 | Ruhpolding       | –           | 5.          | nd.         | nd.         | 4.          | nd.         | –           |
| 1997 | Osrblie          | –           | 14.         | 19.         | nd.         | –           | nd.         | –           |
| 1998 | Pokljuka         | nd.         | nd.         | 8.          | nd.         | nd.         | nd.         | –           |
| 1999 | Kontiolahti/Oslo | 53.         | 3.          | 27.         | 6.          | 3.          | nd.         | –           |
| 2000 | Oslo             | 21.         | 1.          | 6.          | DSQ         | 2.          | nd.         | –           |
| 2001 | Pokljuka         | –           | 8.          | 6.          | 16.         | 3.          | nd.         | –           |
| 2002 | Oslo             | nd.         | nd.         | nd.         | 3.          | nd.         | nd.         | –           |
| 2003 | Chanty-Mansyjsk  | 26.         | 6.          | 13.         | 21.         | 4.          | nd.         | –           |
| 2004 | Oberhof          | –           | 10.         | 15.         | 19.         | –           | nd.         | –           |
| 2005 | Hochfilzen       | –           | 35.         | 35.         | –           | –           | nd.         | –           |
| 2006 | Pokljuka         | nd.         | nd.         | nd.         | nd.         | nd.         | 23.         | –           |
| 2007 | Anterselva       | 4.          | –           | –           | 6.          | 2.          | 3.          | –           |
| 2008 | Östersund        | –           | 57.         | 42.         | –           | –           | –           | –           |

### Puchar Świata

#### Miejsca w klasyfikacji generalnej
| Sezon     | Miejsce |
| --------- | ------- |
| 1992/1993 | -       |
| 1993/1994 | 58.     |
| 1994/1995 | 42.     |
| 1995/1996 | 11.     |
| 1996/1997 | 13.     |
| 1997/1998 | 9.      |
| 1998/1999 | 11.     |
| 1999/2000 | 6.      |
| 2000/2001 | 3.      |
| 2001/2002 | 5.      |
| 2002/2003 | 6.      |
| 2003/2004 | 8.      |
| 2004/2005 | 15.     |
| 2005/2006 | 9.      |
| 2006/2007 | 21.     |
| 2007/2008 | 30.     |
| 2008/2009 | 47.     |
| 2009/2010 | 45.     |
| 2010/2011 | -       |
| 2011/2012 | -       |

#### Miejsca na podium chronologicznie
| Lp. | Dzień       | Rok  | Miejscowość     | Konkurencja               | Lokata | Pudła   | Czas biegu | Strata  | Zwycięzca            |
| --- | ----------- | ---- | --------------- | ------------------------- | ------ | ------- | ---------- | ------- | -------------------- |
| 1.  | 7 grudnia   | 1996 | Östersund       | Sprint na 10 km           | 2.     | 2+0     | 26:17,2    | +0,6    | Wadim Saszurin       |
| 2.  | 12 grudnia  | 1996 | Oslo            | Sprint na 10 km           | 2.     | 0+0     | 25:55,3    | +5,1    | Wiktor Majgurow      |
| 3.  | 10 stycznia | 1998 | Ruhpolding      | Sprint na 10 km           | 1.     | 0+0     | 26:13,5    | –       | –                    |
| 4.  | 17 stycznia | 1998 | Anterselva      | Sprint na 10 km           | 2.     | 0+0     | 29:06,8    | +12,2   | Ole Einar Bjørndalen |
| 5.  | 18 lutego   | 1998 | Nagano          | Sprint na 10 km           | 2.     | 1+1     | 27:16,2    | +1:01,6 | Ole Einar Bjørndalen |
| 6.  | 12 lutego   | 1999 | Kontiolahti     | Sprint na 10 km           | 3.     | 1+1     | 28:05,6    | +40,8   | Frank Luck           |
| 7.  | 4 marca     | 1999 | Valcartier      | Sprint na 10 km           | 3.     | 2+2     | 28:59,7    | +16,5   | Oļegs Maļuhins       |
| 8.  | 6 marca     | 1999 | Valcartier      | Bieg pościgowy na 12,5 km | 1.     | 0+2+1+1 | 39:51,6    | –       | –                    |
| 9.  | 8 grudnia   | 1999 | Pokljuka        | Sprint na 10 km           | 1.     | 0+2     | 27:27,7    | –       | –                    |
| 10. | 10 grudnia  | 1999 | Pokljuka        | Bieg pościgowy na 12,5 km | 1.     | 1+0+1+2 | 36:42,6    | –       | –                    |
| 11. | 17 grudnia  | 1999 | Pokljuka        | Sprint na 10 km           | 1.     | 0+0     | 26:41,6    | –       | –                    |
| 12. | 20 stycznia | 2000 | Anterselva      | Sprint na 10 km           | 3.     | 1+1     | 27:06,2    | +3,1    | Raphaël Poirée       |
| 13. | 22 stycznia | 2000 | Anterselva      | Bieg pościgowy na 12,5 km | 2.     | 1+0+1+1 | 36:38,0    | +22,2   | Ole Einar Bjørndalen |
| 14. | 11 lutego   | 2000 | Östersund       | Sprint na 10 km           | 1.     | 0+1     | 25:41,6    | –       | –                    |
| 15. | 13 lutego   | 2000 | Östersund       | Bieg pościgowy na 12,5 km | 1.     | 0+0+3+2 | 33:22,0    | –       | –                    |
| 16. | 19 lutego   | 2000 | Oslo            | Sprint na 10 km           | 1.     | 0+1     | 23:51,2    | –       | –                    |
| 17. | 12 marca    | 2000 | Lahti           | Bieg pościgowy na 12,5 km | 3.     | 1+1+1+3 | 41:01,8    | +22,8   | Sven Fischer         |
| 18. | 19 marca    | 2000 | Chanty-Mansyjsk | Bieg masowy na 15 km      | 3.     | 0+2+1+1 | 41:54,6    | +27,9   | René Cattarinussi    |
| 19. | 8 grudnia   | 2000 | Anterselva      | Bieg pościgowy na 12,5 km | 3.     | 0+2+2+2 | 36:14,6    | +46,1   | Raphaël Poirée       |
| 20. | 6 stycznia  | 2001 | Oberhof         | Bieg pościgowy na 12,5 km | 3.     | 2+1+2+1 | 36:17,3    | +43,2   | Wiktor Majgurow      |
| 21. | 18 stycznia | 2001 | Anterselva      | Sprint na 10 km           | 3.     | 1+1     | 27:03,5    | +21,4   | Ole Einar Bjørndalen |
| 22. | 2 marca     | 2001 | Soldier Hollow  | Sprint na 10 km           | 2.     | 0+2     | 22:40,8    | +12,6   | Ole Einar Bjørndalen |
| 23. | 7 marca     | 2001 | Lake Placid     | Sprint na 10 km           | 1.     | 0+2     | 29:59,3    | –       | –                    |
| 24. | 16 marca    | 2001 | Oslo            | Sprint na 10 km           | 1.     | 0+3     | 26:53,5    | –       | –                    |
| 25. | 17 marca    | 2001 | Oslo            | Bieg pościgowy na 12,5 km | 1.     | 1+1+1+1 | 33:13,0    | –       | –                    |
| 26. | 18 marca    | 2001 | Oslo            | Bieg masowy na 15 km      | 3.     | 0+1+0+3 | 36:42,4    | +41,1   | Sven Fischer         |
| 27. | 18 stycznia | 2002 | Ruhpolding      | Sprint na 10 km           | 3.     | 1+1     | 24:05,6    | +22,4   | Raphaël Poirée       |
| 28. | 14 marca    | 2002 | Lahti           | Sprint na 10 km           | 2.     | 1+1     | 26:55,4    | +11,8   | Raphaël Poirée       |
| 29. | 17 marca    | 2002 | Lahti           | Bieg pościgowy na 12,5 km | 2.     | 1+1+2+2 | 36:15,4    | +15,9   | Raphaël Poirée       |
| 30. | 23 marca    | 2002 | Oslo            | Bieg pościgowy na 12,5 km | 2.     | 3+1+0+1 | 33:21,5    | +42,1   | Sven Fischer         |
| 31. | 24 marca    | 2002 | Oslo            | Bieg masowy na 15 km      | 3.     | 0+2+1+2 | 37:57,8    | +26,5   | Raphaël Poirée       |
| 32. | 5 grudnia   | 2002 | Östersund       | Sprint na 10 km           | 1.     | 0+1     | 24:46,3    | –       | –                    |
| 33. | 14 grudnia  | 2002 | Östersund       | Sprint na 10 km           | 2.     | 1+1     | 24:00,3    | +28,4   | Ole Einar Bjørndalen |
| 34. | 15 grudnia  | 2002 | Östersund       | Bieg pościgowy na 12,5 km | 3.     | 2+0+1+1 | 34:34,5    | +1:15,8 | Ole Einar Bjørndalen |
| 35. | 19 grudnia  | 2002 | Osrblie         | Sprint na 10 km           | 3.     | 1+1     | 25:31,5    | +52,2   | Raphaël Poirée       |
| 36. | 18 stycznia | 2003 | Ruhpolding      | Sprint na 10 km           | 2.     | 1+1     | 23:45,1    | +29,1   | Ole Einar Bjørndalen |
| 37. | 4 grudnia   | 2003 | Kontiolahti     | Sprint na 10 km           | 2.     | 1+2     | 29:44,0    | +25,1   | Ole Einar Bjørndalen |
| 38. | 11 marca    | 2003 | Oslo            | Sprint na 10 km           | 2.     | 0+1     | 24:03,8    | +10,7   | Lars Berger          |
| 39. | 15 grudnia  | 2003 | Östersund       | Sprint na 10 km           | 2.     | 0+1     | 26:12,3    | +10,1   | Stian Eckhoff        |
| 40. | 7 stycznia  | 2005 | Oberhof         | Sprint na 10 km           | 2.     | 0+0     | 27:17,3    | +19,6   | Sven Fischer         |
| 41. | 21 stycznia | 2005 | Anterselva      | Sprint na 10 km           | 2.     | 1+0     | 27:06,8    | +5,9    | Ole Einar Bjørndalen |
| 42. | 10 grudnia  | 2005 | Hochfilzen      | Sprint na 10 km           | 1.     | 0+0     | 25:08,7    | –       | –                    |
| 43. | 14 stycznia | 2006 | Ruhpolding      | Sprint na 10 km           | 1.     | 0+1     | 25:03,5    | –       | –                    |
| 44. | 19 stycznia | 2006 | Anterselva      | Sprint na 10 km           | 1.     | 0+0     | 26:11,2    | –       | –                    |
| 45. | 20 stycznia | 2006 | Anterselva      | Bieg pościgowy na 12,5 km | 3.     | 1+1+1+1 | 33:44,0    | +34,7   | Ricco Groß           |
| 46. | 22 stycznia | 2006 | Anterselva      | Bieg masowy na 15 km      | 3.     | 1+1+1+0 | 38:42,3    | +1:38,3 | Ole Einar Bjørndalen |
| 47. | 14 lutego   | 2006 | Turyn           | Sprint na 10 km           | 2.     | 0+1     | 26:11,6    | +19,7   | Sven Fischer         |

## Osiągnięcia w biegach narciarskich

### Puchar Świata

#### Miejsca w klasyfikacji generalnej
- sezon 1998/1999: 108.
- sezon 2000/2001: 83.
- sezon 2003/2004: 110.
- sezon 2004/2005: 133.
- sezon 2007/2008: 90.
- sezon 2009/2010: 135.

#### Miejsca na podium
Andresen nigdy nie stanął na podium indywidualnych zawodów PŚ.